# Palaeopotorous priscus
Palaeopotorous priscus és una espècie extinta de marsupial diprotodont presumiblement de la família dels cangurs rata (Potoroidae) que visqué al continent australià durant el Miocè mitjà. Se n'han trobat restes fòssils al centre d'Austràlia. Es tracta de l'única espècie del gènere Palaeopotorous i de la subfamília dels paleopotorins (Palaeopotoroinae), encara que de vegades es classifica entre els bulungamaiins. Es diferencia dels altres cangurs rata per l'orientació de la cresta protocònid-metacònid en la segona dent molar inferior i per la manca de cresta anterior que parteixi del protostílid. El nom genèric Palaeopotorous significa ‘cangur rata antic’, mentre que el nom específic priscus significa ‘antic’ en llatí.